# Джеймс Тейлър (певец)
Джеймс Върнън Тейлър (на английски: James Vernon Taylor) е американски певец, китарист, автор на песни, петкратен носител на наградата „Грами“, включен в Залата на славата на рокендрола през 2000 г. Той е сред най-продаваните артисти на всички времена, продал над 100 милиона броя в целия свят.
Прави пробив през 1970 г. с № 3 сингъл Fire and Rain и с първия си № 1 хит през следващата година You've Got a Friend, запис на класическата песен на Керъл Кинг. Неговият албум Greatest Hits (1976) става диамантен и продава 12 милиона броя в САЩ. След албума JT през следващата година си създава и запазва голяма аудитория в продължение на десетилетия. Всеки албум, който издава в периода 1977 – 2006 г., продава с над 1 милион броя. Постига първия си № 1 албум в Съединените щати през 2015 г. с Before This World.

## Биография

### Ранни години
Джеймс Върнън Тейлър е роден в Масачузетската обща болница в Бостън на 12 март 1948 година. Баща му Айзък Тейлър (1921 – 1996), произлизащ от богато южняшко семейство, е ординатор в болницата. Семейство Тейлър има английски и шотландски (от рода Тейлър в Монтроуз) произход, с корени още в Колонията в Масачузетския залив. Майка му Гъртруд (1921 – 2015) учи пеене в Нюингландската консерватория и има намерение да стане оперна певица, преди да се ожени през 1946 година. Тейлър е по-малък брат на музиканта Алекс Тейлър (1947 – 1993) и по-голям брат на музикантите Кейт Тейлър (р. 1949) и Ливигстън Тейлър (р. 1950). Най-малкият му брат Хю (р. 1952) също започва като музикант, но по-късно става хотелиер.